# Ruy Belo
Ruy de Moura Belo (* 27. Februar 1933 in São João da Ribeira, Rio Maior; † 8. August 1978 in Queluz) war ein portugiesischer Poet und Essayist, er gilt als einer der bekanntesten Existentialisten des Zwanzigsten Jahrhunderts im portugiesischen Sprachraum. Ruy Belo arbeitete außerdem auch als Übersetzer.

## Leben
Geboren in der kleinen Gemeinde São João da Ribeira in der Nähe von Rio Maior, begann Ruy Belo 1952 an der Universität Coimbra Jura zu studieren. Sein Jurastudium beendete er 1956 an der Lissaboner Universität. Danach studierte er Kanonisches Recht an der gregorianischen Universität Thomas von Aquin in Rom. Belo promovierte im gleichen Fach kurz darauf, seine Dissertation trägt den Titel Ficção Literário e Censura Eclesiástica, zu Deutsch „Literarische Fiktion und kirchliche Zensur“. Während seines Aufenthaltes in Rom wurde Ruy Belo auch Mitglied der katholischen Organisation Opus Dei.
Nach seiner Rückkehr nach Portugal arbeitete Ruy Belo als stellvertretender Abteilungsleiter im damaligen Erziehungsministerium. Aufgrund seiner Teilnahme am akademischen Generalstreik im Jahr 1962 und seiner Abgeordnetenkandidatur zur Comissão Eleitural de Unidade Democrática, zu Deutsch „Wahlkommission der demokratischen Einheit“, 1969, musste er das Ministerium, damals noch unter dem faschistischen Salazar-Regime, verlassen. 1961 erhielt Ruy Belo ein Stipendium für literarische Forschungen von der kulturfördernden Calouste-Gulbenkian-Stiftung. Im Laufe seiner Forschungen verließ er die Organisation Opus Dei. 1967 studierte er lateinische Philologie an der Lissaboner Universität. In den Jahren 1971 bis 1977 arbeitete Ruy Belo als Lektor für Portugiesisch in Madrid. Nach seiner Rückkehr 1978 übernahm Belo eine Stelle als Lehrer an der Fachoberschule in Cacém. Ruy Belo starb im gleichen Jahr am 8. August in Queluz in der Nähe von Lissabon.
Postum erhielt Ruy Belo am 7. November 1991 den Titel des Großoffiziers des militärischen Ordens von Sant’Iago da Espada, ein Nachfolger des Santiagoordens. Im Juni 2003 wurde eine Statue von Belo, ebenso wie von zwanzig anderen wichtigen portugiesischen Schriftstellern, im Parque dos Poetas in Oeiras aufgestellt.

## Werk
Trotz seines relativ kurzen literarischen Lebens gilt er als einer der wichtigsten portugiesischen Poeten des Zwanzigsten Jahrhunderts. Ruy Belo schrieb in den sechziger und siebziger Jahren und gilt als einer der großen Existentialisten im portugiesischen Sprachraum, außerdem gehört er zu der Gruppe portugiesischer Lyriker, welche die renovação da linguagem poética, zu Deutsch „Erneuerung der poetischen Sprache“, die ihren Anfang in den fünfziger Jahren hatte, vorantrieb.
Während Belos erste Werke Aquele Grande Rio Eufrates und vor allem O Problema da Habitação – Alguns aspectos sich mit der Frage des inneren Seins und der Auseinandersetzung mit dem Äußeren beschäftigen, behandeln seine späteren Werke, allen voran Boca Bilingue und Homem de Palavra(s), stärker religiöse und metaphysische Fragen.
Ein Teil der portugiesischen Literaten, darunter beispielsweise sein Freund Gastão Cruz, sehen Ruy Belo als einen der wichtigsten Realisten der portugiesischen Sprache und stellen ihn gleich mit den Autoren António Nobre und Cesário Verde. Generell gilt er nicht nur wegen seiner Behandlung existentialistischer und metaphysischer Fragen als Modernist, sondern auch wegen der Nichtnutzung des Versmaßes bei gleichzeitiger Verwendung traditioneller portugiesischer Lyriktechniken, unter anderem des Sonetts.
Ruy Belo veröffentlichte insgesamt acht Bände seiner Poesie und zwei Essaybände. Nebenbei übersetzte er Werke aus dem Französischen und Spanischen in die portugiesische Sprache. Bisher ist keines seiner Werke im deutschen Sprachraum erschienen.

### Werkliste
Poesie
- Aquele Grande Rio Eufrates (1961)
- O Problema da Habitação – Alguns Aspectos (1962)
- Boca Bilingue (1966)
- Homem de Palavra(s) (1969)
- País Possível (1973)
- Transporte no Tempo (1973)
- A Margem da Alegria (1974)
- Toda a Terra (1976)
- Despeço-me da Terra da Alegria (1978)

Essays und Kritiken
- Poesia Nova (1961)
- Na Senda da Poesia (1969)

Übersetzungen
- Piloto de Guerra (Antoine de Saint-Exupéry)
- Cidadela (Antoine de Saint-Exupéry)
- Moravagine (Blaise Cendrars)
- Poemas Escolhidos (Jorge Luis Borges)
- Dona Rosinha a Solteira ou a Linguagem das Flores (Federico García Lorca)

## Weitere Informationen